# Mitridates d'Ibèria
Mitridates va ser rei d'Ibèria del Caucas cap a l'any 34. És el personatge que més probablement es pot identificar amb l'Adreki d'Ibèria de les fonts georgianes.
En aquest any els romans li van demanar ajuda contra el rei Àrsaces d'Armènia, fill del rei dels parts Artaban III. El rei va enviar un exèrcit sota el comandament del seu fill i hereu Pharsman que va ocupar Artàxata, la capital d'Armènia i va matar Àrsaces, posant al tron a son propi germà Mitridates. El rei part envià al seu fill 'Orodes amb un exèrcit. Els georgians van demanar ajuda als albanesos i als sàrmates. A la batalla Pharsman va ferir mortalment a Orodes, i els parts es van desbandar, retirant-se del país. Mitridats tot i això va ser cridat a Roma per Cal·lígula i deposat pocs anys després (37).